# Boesenbergia longiflora
Boesenbergia longiflora là một loài thực vật có hoa trong họ Gừng. Loài này được Nathaniel Wallich mô tả khoa học đầu tiên năm 1829 dưới danh pháp Gastrochilus longiflora (danh pháp chính xác là Gastrochilus longiflorus do Gastrochilus là danh từ giống đực). Năm 1891, Carl Ernst Otto Kuntze thiết lập chi Boesenbergia và chuyển nó sang chi này.

## Phân bố
Loài này có tại nam và tây nam Myanmar cũng như du nhập vào Bangladesh.

## Lưu ý
Mô tả loài tại Flora of China không giống với mô tả của Nathaniel Wallich cho Gastrochilus longiflora, mà giống với mô tả của Alexander von Lingelsheim và Alexandru Borza cho Kaempferia fallax.